# Hippolyte Mège-Mouriès
Hippolyte Mège-Mouriès (24 octombrie 1817, Draguignan - 31 mai 1880, Paris) a fost un chimist francez care a inventat margarina.